# Reator de água pressurizada

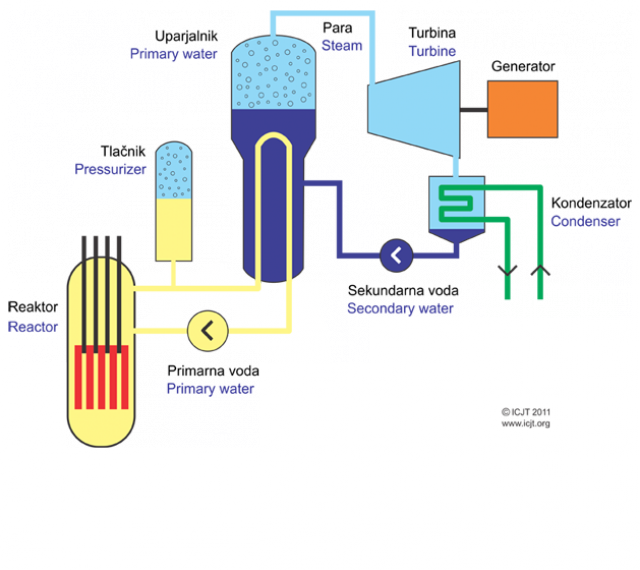

Um reator de  água pressurizada, também referido pela sigla PWR (do inglês pressurized water reactor), é o tipo de reator nuclear que constitui a grande maioria das centrais de energia nuclear no ocidente e é um dos três tipos de reatores de água leve (LWR, na sigla em inglês), os outros tipos sendo os reatores de água em ebulição (BWR, na sigla em inglês) e reatores de água super-crítica (SCWR, na sigla em inglês). 
Nos reatores PWR, o líquido de refrigeração primário (normalmente água desmineralizada) é bombeado sob altas pressões dentro do núcleo do reator onde é aquecido pela energia liberada pela fissão nuclear. A água aquecida flui através do circuito primário para um sistema gerador de vapor, onde sua energia térmica é transferida para o sistema secundário através de permutadores de calor, que por sua vez provocam um fluxo de vapor no sistema secundário de refrigeração que gira um conjunto de turbinas que geram grandes quantidades de eletricidade. Em contraste com os reatores de água em ebulição (BWR's, na sigla em inglês), a alta pressão presente no circuito primário de refrigeração mantém a água em estado líquido, mesmo a altas temperaturas. Todos os reatores de água leve (LWR's) usam água como líquido refrigerante e moderador de nêutrons.
Os reatores PWR foram originalmente projetados para servir como propulsão para submarinos nucleares e foram utilizados, no seu desenho original na segunda geração de centrais de energia nuclear, reactor Nuclear de Shippingport, nos EUA. Os reactores de energia PWR's que operam nos EUA são consideradas da segunda geração. Os reatores nucleares  do tipo VVER da Rússia são similares aos PWR's dos EUA.
Este tipo de reator produz mais da metade de toda a eletricidade de origem nuclear do mundo. No Brasil, ambas os reactores nucleares existentes (Angra I e II) e a única em construção, Angra III, são deste tipo. Além de ser o mais usado reator centrais atômicas no mundo, este tipo de reator é também o mais usado em navios e submarinos nucleares.
Seu sucesso deve-se a vários fatores. Foi o reator mais patrocinado pelos Estados Unidos, tem segurança intrínseca, não torna radioativa a turbina e é dos tipos mais seguros. De fato, com mais de 200 reatores deste tipo, nenhum deles teve acidente radioativo com vítimas. Na França, que tem mais de 80% de sua eletricidade de origem nuclear, todos os reatores são desse tipo.